# أولاد علال (سوق الأربعاء)
أولاد علال هو دُوَّار يقع بجماعة لعجاجرة، إقليم مولاي يعقوب، جهة فاس مكناس في المملكة المغربية. ينتمي الدوّار لمشيخة سوق الأربعاء التي تضم 34 دوار. يقدر عدد سكانه بـ 245 نسمة حسب الإحصاء الرسمي للسكان والسكنى لسنة 2004.

## روابط خارجية
- البوابة الوطنية للجماعات الترابية
- المندوبية السامية للتخطيط